# アルテック (アダルトビデオ)
アルテックは、1986年から1995年まで活動していたアダルトビデオメーカー。

## 沿革
1986年、株式会社ロコとして創業。
当初は単体女優のソフトな作品を中心にリリースし、発売点数は多いものの地味なレーベルという印象を持たれていた。
主要レーベルは「ロコビジョン」（1986 -）、「チェシャキャッツ」（1987 -）、「エルザ」（1988 -）で、この他に山崎かおりの作品で知られる「ブラウン」や、「ジャック」、「キングロコ」など数多くのレーベルを持っていた。
1991年、社名を株式会社アルテックに改称。
単体女優もの中心だったロコ時代に比べ、企画色を強く打ち出し、女優もの中心だった「木馬館」レーベル以外は、「Junk」「Deep」「エンドレス」など多数の企画ものレーベルを運営していた。
1995年、活動を停止した。